# Pak Un-gwang
Pak Un-gwang (ur. 14 lipca 1998) – północnokoreański zapaśnik walczący w stylu wolnym. Złoty medalista igrzysk wojskowych w 2019. Wojskowy wicemistrz świata w 2018. Mistrz Azji juniorów w 2015 roku.